# Betley Court

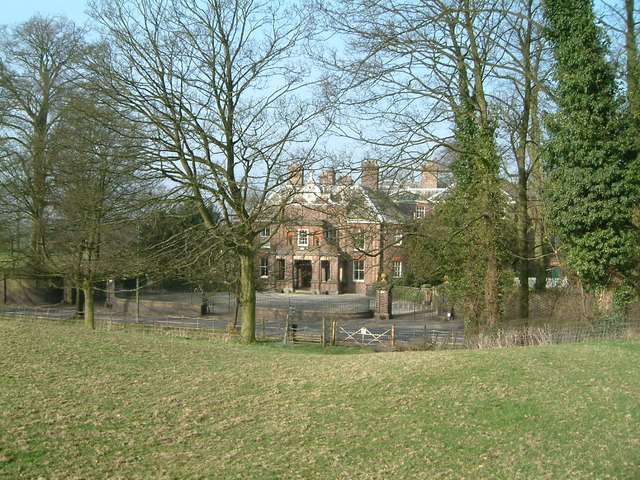
Batley Court.

Betley Court é um palácio rural inglês do século XVIII, localizado na antiga aldeia de Betley, nas proximidades de Newcastle-under-Lyme, no Staffordshire. É um listed building classificado com o Grau II*.

## História
Betley Court foi construído por John Cradock em 1716 e foi, mais tarde, alterado pelo arquitecto George Wilkinson. Em 1783 foram instalados extensos jardins, incluindo parterres e elementos de água, por William Emes. Em 1809, a propriedade foi largamente reconstruída em Estilo Georgiano, em dois pisos com sete secções, segundo desenhos John Nash. Ainda foi melhorado em finais do século XVIII e início do século XX pelo arquitecto Douglas Caroe.
O palácio passou por linhagem feminina para as famílias Fenton e Fletcher e, como resultado do casamento, em 1814, de Elizabeth Fenton com Francis Twemlow, para a família Fletcher-Twemlow.
O edifício deixou de ser usado depois da morte de Charles Fletcher-Twemlow, em 1976. O bloco de estábulos, classificado com o Grau II, foi convertido para uso residencial e novas casas foram construídas nos campos. Novos proprietários têm empreendido extensas remodelações no edifício.
Em 2008, os actuais proprietários lançaram uma organização de restauro de jardim sem fins lucrativos chamada The Emes Society ("A Sociedade Emes" em homenagem a William Emes) com a intenção de cuidar dos 40.000 m2 (10 acres) de jardins e desenvolvê-los para o século XXI, com dias de abertura ao público incluindo, por exemplo, um Bluebell Walk. A parte formal do jardim inclui um magnífico Cedro do Líbano plantado por William Barron.